# محمد أبو العينين
محمد محمد محمد أبو العينين (5 سبتمبر 1951م) رجل أعمال مصري. رئيس مجلس إدارة شركة كليوباترا جروب ورئيس لجنة الصناعة والطاقة السابق بمجلس الشعب المصري ونائب رئيس حزب مستقبل وطن.
تخرج محمد أبو العينين من كلية التجارة وإدارة الأعمال بجامعة حلوان عام 1973م. أسس مصنع للسيراميك تحت اسم شركة سيراميكا كليوباترا.

## الجانب الاقتصادي
بدأ محمد أبو العينين نشاطه الاقتصادي منذ السبعينات بالتجارة، وفي عام 1983م أنشأ مصنع في مدينة العاشر من رمضان عام 1983م، وكان هذا المصنع في مجال الصناعة الحديثة للسيراميك. واليوم تحول هذا المصنع إلى سيراميكا كليوبترا من المصانع المنتجة للسيراميك والبورسيلين والأدوات الصحية والذي يضم مجمعاً صناعياً متكاملاً مكوناً من 17 مصنعاً يعمل به 16 آلف مهندس وفني وعامل، ويبلغ إنتاجها السنوي 100 مليون متر مربع ومليون قطعة من الأدوات الصحية وتصل صادراتها إلى 108 دولة حول العالم.
استثمر في المشاريع العملاقة في مصر، عمل كمستثمر ومنتج ومصدر بمشروع شمال غرب خليج السويس وبمشروع التنمية الزراعية في شبه جزيرة سيناء وبمشروع استصلاح وزراعة شرق العوينات. كما دخل قطاعَ صناعات المستقبل عاليةَ التكنولوجيا حيث أنشأ مصنعاً للكروت الذكية وكان أول مصنع في مصر والشرق الأوسط وأفريقيا في هذا المجال.
وحصلت مجموعة كليوباترا على جوائز عالمية مثل جائزة أفضل مصدر للسوق اليابانية وجائزة اينبكس للإبداع والابتكار من الولايات المتحدة وجائزة السلم الذهبي من إيطاليا وجائزة اليونيدو من الأمم المتحدة كأفضل منتج عالي التكنولوجيا في مصر وأفريقيا والشرق الأوسط.

تقدم عبد الحفيظ حمدي الجزار، رئيس أملاك الدولة بالجيزة، الخميس، ببلاغين: الأول إلى النائب العام المستشار طلعت عبد الله، وحمل رقم «15» بتاريخ 2/ 1/ 2013م، والثاني إلى المحامي العام لنيابات شمال الجيزة، وحمل رقم «1» بتاريخ 1/ 1/ 2013، ضد زكريا هلال، رئيس الهيئة العامة للإصلاح الزراعي، ومحمد محمد علي، مدير عام الأملاك، ومؤمن سعيد، مدير الأملاك بالجيزة، ومعاونيهم، لتواطئهم في تسهيل الاستيلاء على أملاك الدولة والتي تقدر بأكثر من عشرة مليارات جنيه، لصالح كبار رجال النظام السابق وعلى رأسهم محمد أبو العينين وأيوب عدلي.
وأكد البلاغ أن «أبو العينين» استغل 7 قطع أراضي أملاك دولة طرح نهر بشارع البحر الأعظم، تقدر بمئات الملايين من الجنيهات، وأن رجل الأعمال أيوب عدلي، ساعده المسؤولون على الاستيلاء على 1279 فدانا في طريق «مصر- الإسكندرية» الصحراوي، بالمخالفة للقانون وقرار رئيس مجلس الوزراء 2041 لسنة 2006م بشأن تقنيين وضع اليد، والتعمد في مخالفة توصية الجهاز المركزي للمحاسبات رقم 136 بتاريخ 8/ 4/ 2012م، فضلا عن تعمد رئيس الهيئة تعيين غير المختصين لتهيئة المناخ لتمرير المخالفات، حيث قام بتعيين حاصل على دبلوم صنايع رئيسًا لأملاك الدولة بالجيزة بالمخالفة للقانون، بالإضافة إلى 35 حالة تزوير في مستندات رسمية، مما أدى إلى إهدار 3 مليارات إضافية.
وطالب أيمن عامر، منسق الائتلاف العام للثورة، بسرعة التحقيق في البلاغ المقدم في ظل وجود نائب عام جديد، لرد هذه الأموال إلى الدولة والشعب وتقديم الفاسدين للمحاكمة لتحقيق أهداف الثورة والقضاء على الفساد.

## الجانب الاجتماعي
لمحمد أبو العينين دوره الاجتماعي والثقافي من 25 عامًا، حيث أنشأ في عام 2001 مؤسسة أبو العينين للنشاط الاجتماعي والخيري، حيث تتولى محو الأمية وتطوير المدارس والارتقاء بمستوى التنمية البشرية وتحسين الخدمات الصحية ودعم المشروعات الصغيرة ومتناهية الصغر والأسر المعيلة والأطفال وذوي الاحتياجات الخاصة... الخ، وهو من المساهمين في مستشفى 57357. تم اختياره في اذاعة إذاعة الشرق الأوسط كأفضل رجل أعمال ساهم في خدمة للمجتمع في الاستفتاء الذي نظمته الإذاعة في عامين متتاليين 2000 و2001، كما اختاره قراء جريدة الأهرام المسائي أفضل نائب في خدمة المجتمع عام 2008، كما كرمته إدارة مستشفى 57357 كأكثر من ساهم في بناء المستشفى وكرمته الجامعة الأمريكية بالقاهرة تقديرًا لدوره الاجتماعي.والنشاط الثقافي لمحمد أبو العينين حيث تقدم بالعديد من التشريعات التي تكفل الإبداع وتشجع المبدعين ومنها تعديله لقانون جوائز الدولة التقديرية لاستحداث جائزة مبارك وزيادة عدد وقيمة جوائز الدولة التقديرية والتشجيعية واستحداث جوائز الدولة للتفوق واستحداث مجالات جديدة لمنح جوائز الدولة، كما أنه عضو مؤسس وعضو مجلس أمناء ومجلس إدارة مؤسسة الفكر العربي.كما ساهم في منع إزالة مجموعة من المساكن بجوار محطة مترو المنيب وترحيل قضبان السكك الحديدية وإنشاء مبنى ركاب محطة المترو بالخارج بجوار طريق مصر أسيوط وعمل نفق أسفل شريط المترو وشريط السكك الحديدية حتى يصل الركاب إلى رصيف المترو .

## المناصب والإنجازات
- المستشار الاقتصادي والتجاري للامم المتحدة
- رئيس الجمعية البرلمانية لدول البحر المتوسط.
- رئيس لجنة الشئون الاقتصادية والمالية والشئون الاجتماعية والتعليم بالجمعية البرلمانية الأورومتوسطية.
- عضو في مجلس الشعب المصري منذ عام 1995.
- رئيس لجنة الصناعة والطاقة بمجلس الشعب.
- رئيس اللجنة الدولية لحل مشكلة الألغام الأرضية بالجمعية البرلمانية الأورومتوسطية.
- عضو اللجنة الاقتصادية، وعضو المجلس الأعلى للسياسات بالحزب الوطني الديمقراطي.
- رئيس جمعية الصداقة البرلمانية المصرية الليبية.
- رئيس جمعية الصداقة البرلمانية المصرية الإيطالية.
- رئيس المجلس المصري الأوروبي.
- رئيس الشعبة العامة للمستثمرين للاتحاد العام للغرف التجارية.
- رئيس الغرفة الاقتصادية المصرية الليبية المشتركة.
- نائب رئيس مجلس إدارة اتحاد المستثمرين العرب.
- رئيس مجلس إدارة مجموعة كليوباترا إحدى أكبر الشركات الاستثمارية في الشرق الأوسط.
- رئيس مجلس الأعمال المصري العراقي المشترك.
- عضو مجلس الأعمال المصري الإيطالي.
- نائب رئيس مجلس الأمناء للمؤسسة المصرية للصناعات الصغيرة والمتوسطة.
- رئيس مجلس إدارة جمعية أبو العينين للنشاط الاجتماعي والخيري بالجيزة.
- عضو مجلس الأمناء ومجلس إدارة مؤسسة الفكر العربي.
- عضو المجلس المصري للعلاقات الخارجية.
- عضو اللجنة الاستشارية الفنية للمجلس القومي للأمومة والطفولة.
- عضو مجلس إدارة الهيئة القومية لمحو الأمية وتعليم الكبار.
- عضو مجلس إدارة الاتحاد الرياضي للجامعات.
- عضو مركز شباب امبابة

## وصلات خارجية
- الموقع الرسمي